# Габбро-диабаз
Габбро-диабаз (англ. Gabbro-Diabase или разновидность долерита, офитовое габбро; от габбро и диабаз) — глубинная горная порода, стоящая между габбро и диабазом. Частью это авгитовый диорит, авгитовое габбро.
Полнокристаллическая мелкозернистая магматическая горная порода, химически и по минеральному составу близок к базальту.

## Термин и история
Название предложено В. К. Брёггером в 1890 году.
Ф. Ю. Левинсон-Лессинг рассматривал горную породу как габбро и офитовой структурой. O. Мишель-Леви описывал её как гранитовидный диабаз.
В настоящее время обобщающий и устаревший термин в геологии, но широко применяется в горном деле.

## Описание

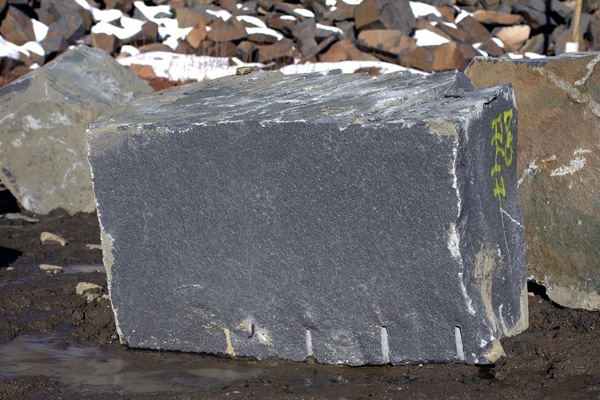
Блок габбро-диабаза

Долерит характеризуется сравнительно малым содержанием кремнезёма (45 % — 52 %). Окраска долерита тёмно-серая или зеленовато-чёрная. Структура диабазовая (офитовая); образована беспорядочно расположенными вытянутыми кристалликами плагиоклаза, промежутки между которыми заполнены авгитом. Хорошо аккумулирует, а затем отдаёт тепло, дольше всех известных пород не теряет художественных свойств и качества полировки.
Габбродолерит используется для производства блочного дорожного камня (мостовая брусчатка, мозаичная шашка, бордюры), для производства ритуальных изделий, в прецизионном машиностроении, а также в строительстве как цокольный камень, частью идёт на бут и щебень, используется как камень для печей-каменок в банях и саунах.
Физико-механические свойства габбродолеритов Карелии:
- Плотность — 3,07 г/см3
- Марка по прочности при сжатии — 1400 кг/см2
- Водопоглощение — 0,1 %
- Морозостойкость — 300 циклов
- Истираемость — 0,07 г/см2 И1
- Радиоактивность — до 74 беккерелей/кг

## Добыча габбродолеритов
Cуществует три основных района добычи блочного габбродолерита:
- Австралийский габбро-диабаз.
- Крымский габбро-диабаз.
- Карельский габбро-диабаз.

Добыча габбродолерита связана со множеством особенностей. Один из главных аспектов в добыче это обеспечить максимальную сохранность добываемого материала.
В настоящее время добычу камня ведут разными способами, ниже представлены самые популярные:
1. В породе бурится шпур (глубокое отверстие). В шпур закладывается взрывчатка и производится взрыв. В результате взрыва от породы откалываются блоки различного размера.
2. Следующий способ похож на первый. В породе также бурится шпур, только вместо взрывчатки внутрь нагнетается воздух под давлением. В результате порода раскалывается.
3. Идентичный предыдущему способу, но только в отверстия заливается вода и потом забиваются деревянные колышки. Дерево разбухает и камень трескается по направлению пробурённых отверстий.
4. Добыча с помощью камнереза. Камень добывается с помощью специальных машин алмазно-канатного пиления. Блоки камня вырезаются из массива. Данный метод обеспечивает наилучшее качество добытого камня.